# Суо-Осіма (Ямаґуті)
Суо́-О́сіма (яп. 周防大島町, すおうおおしまちょう, суо-Осіма тьо ) — містечко в Японії, у південно-східній частині префектури Ямаґуті, на острові Суо-Осіма. Засноване 1 жовтня 2004 року шляхом злиття таких населених пунктів повіту Осіма:
- містечка Осіма (大島町);
- містечка Куґа (久賀町);
- містечка Татібана (橘町);
- містечка Това (東和町).